# 銀白歐雅魚
銀白歐雅魚（學名：Squalius albus）為輻鰭魚綱鯉形目雅羅魚科的其中一種，分布於歐洲義大利特拉西梅諾湖流域，體長可達20公分，生活習性不明。